# 서울디자인고등학교
서울디자인고등학교(서울디자인高等學校)는 대한민국 서울특별시 마포구 염리동에 위치한 사립 고등학교로, 원래 이 학교는 1955년에 서울동도공업고등학교로 처음 개교되었다.

## 학교 연혁
- 1953년 5월 5일 : 재단법인 동도학원 창립
- 1955년 1월 12일 : 동도공업고등학교 설립인가(전기과 2학급, 총 6학급)
- 1956년 2월 27일 : 야간부 설치에 따른 학칙 변경(야간부 전기, 토목과 각 1학급씩)
- 1957년 10월 21일 : 구관 건물(석조 4층, 3,481.33m2) 및 부속시설 화장실(2동) 신축
- 1962년 6월 28일 : 신태호 선생 이사장 취임
- 1964년 1월 25일 : 재단법인 동도학원의 학교법인 송산학원으로의 조직 변경
- 1979년 9월 25일 : 야간부 설립인가(전기, 토목, 건축과 각 학년 각과 2학급씩)
- 1990년 3월 1일 :전자과 설립
- 1999년 7월 14일 : 학칙 변경인가(야간 학급 폐지)
- 2004년 9월 21일 : 교명변경인가(동도공업고등학교를 서울디자인고등학교로 교명 변경 인가)
- 2015년 8월 19일 : 학칙변경인가(푸드스타일리스트과 1학급 신설)
- 2016년 2월 3일 : 신현종 이사장 취임
- 2021년 3월 1일 : 신현주 교장 취임

## 설치 학과
- 크리에이티브디자인학과
- 영상디자인학과
- 패션디자인학과
- 패션액세서리디자인학과
- 푸드스타일디자인학과
- 사운드뮤직디자인학과
- 3D건축인테리어학과
- 웹툰-콘텐츠학과

## 참고 자료
- 서울디자인고등학교 - 한국교육학술정보원 학교알리미